# Србија на Светском првенству у атлетици у дворани 2018.
Србија је учествовала на 17. Светском првенству у атлетици у дворани 2018. одржаном у Портланду од 1. до 4. марта. У шестом учешћу на светским првенствима у дворани, репрезентацију Србије представљало је 4 атлетичара (1 атлетичар и 3 атлетичарке), који су се такмичили у 3 дисциплине (1 мушка и 2 женске).,
На овом првенству представници Србије су освојили једну златну медаљу. Овим успехом Србија је делила 10 место у укупном пласману освајача медаља.
У табели успешности према броју и пласману такмичара који су учествовали у финалним такмичењима (првих 8 такмичара) Србија је са 1 учесницом у финалу делила 26. место са 8 бодова.
| Пл.  | Земља  | 1. место | 2. место | 3. место | 4. место | 5. место | 6. место | 7. место | 8. место | Бр. фин. | Бод. |
| ---- | ------ | -------- | -------- | -------- | -------- | -------- | -------- | -------- | -------- | -------- | ---- |
| =26. | Србија | 1        | 0        | 0        | 0        | 0        | 0        | 0        | 0        | 1        | 8    |

## Учесници
| Мушкарци: - Асмир Колашинац — Бацање кугле | Жене: - Тамара Салашки — 400 м - Маја Ћирић — 400 м - Ивана Шпановић — Скок удаљ |  |

## Освајачи медаља (1)

### злато (1)
- Ивана Шпановић — Скок удаљ

## Резултати

### Мушкарци
| Атлетичар       | Дисциплина   | Лични рекорд | Финале   | Финале  | Детаљи |
| Атлетичар       | Дисциплина   | Лични рекорд | Резултат | Место   | Детаљи |
| --------------- | ------------ | ------------ | -------- | ------- | ------ |
| Асмир Колашинац | бацање кугле | 20,91 НР     | 19,34    | 15 (16) |        |

### Жене
| Атлетичарка    | Дисциплина | Лични рекорд | Квалификације    | Квалификације    | Полуфинале            | Полуфинале            | Финале                | Финале                | Детаљи |
| Атлетичарка    | Дисциплина | Лични рекорд | Резултат         | Место            | Резултат              | Место                 | Резултат              | Место                 | Детаљи |
| -------------- | ---------- | ------------ | ---------------- | ---------------- | --------------------- | --------------------- | --------------------- | --------------------- | ------ |
| Тамара Салашки | 400 м      | 52,99        | 53,61            | 5. у гр. 5       | Није се квалификовала | Није се квалификовала | Није се квалификовала | 24 / 31 (34)          |        |
| Маја Ћирић     | 400 м      | 52,78 НР     | Дисквалификована | Дисквалификована | Није се квалификовала | Није се квалификовала | Није се квалификовала | Није се квалификовала |        |
| Ивана Шпановић | Скок удаљ  | 7,24 НР      |                  |                  |                       |                       | 6,96 СРС              |                       |        |